# Араваки (народ)
Араваки (самоназвание — локоно, «люди») — индейский народ группы араваков в приатлантических районах Гвианы. Большая часть проживает в Гайане (15 тыс. чел.), небольшие группы в Суринаме, Венесуэле и Французской Гвиане. Всего свыше 17 тысяч человек.
На аравакском языке, относящемся к прикарибской ветви аравакской семьи, говорят в основном старики, также используется для украшения речи и ведения тайных переговоров.
Занимаются сельским хозяйством (основные культуры — авокадо, папайя, маниок, табак, сладкий картофель), охотой и рыболовством. Культура локоно испытала сильное европейское влияние, сохранив ряд традиционных черт (жилища, гончарство, плетение, разрисовка тела).